# Маршал, Уильям, 2-й граф Пембрук
Уильям (II) Маршал (англ. William Marshal; ок. 1190 — 6 апреля 1231) — средневековый английский аристократ и военачальник, 2-й граф Пембрук и маршал английского королевского двора с 1219 года , юстициарий Ирландии в 1224—1226 годах, старший сын Уильяма Маршала, 1-го графа Пембрука, и Изабеллы де Клер, 4-й графини Пембрук.

## Происхождение
Уильям происходил из англо-нормандского рода Маршалов. Первым достоверно известным его представителем является Гилберт (ум. до 1130), который, согласно «Истории Уильяма Маршала», он был сыном или зятем Гилберта Жиффара, переселившегося из Нормандии в Англию или во время Нормандского завоевания, или вскоре после него, и, согласно Книге Страшного суда (1086 год), имел владения в будущем графстве Уилтшир на западе Англии. «Constitutio Domus Regis» называет Гилберта главным маршалом королевского двора Генриха I. Имя его жены неизвестно, возможно, она была наследницей Уильяма Фиц-Ожера. У Гилберта известно двое сыновей: младший, Уильям Жиффар (ум. после 1166), который в 1141—1142 годах был канцлером королевы Матильды. Старший же, Джон Фиц-Гилберт (ум. 1165), унаследовал от отца должность маршала. Он принимал участие в гражданской войне в Англии (сначала на стороне Стефана Блуасского, затем на стороне императрицы Матильды), благодаря чему получил ряд владений. Во время правления Генриха II Джон сохранил большую часть своих приобретений, а должность главного маршала стала наследственной в его семье, именно от неё возникло родовое прозвание — Маршал. Позже Джон попал в опалу, и не играл серьёзной роли в английской политике, однако в 1164 году он начал тяжбу против архиепископа Кентерберийского Томаса Беккета, которой воспользовался король, чтобы изгнать архиепископа из Англии.
От брака с Сибилой, происходившей из англо-нормандского рода, имевшего богатые владения в Уилтшире. В этом браке родилось 4 сына и 3 дочери. Одним из этих сыновей был Уильям I Маршал (ок. 1146/1147 — 14 мая 1219) — знаменитый английский рыцарь, который прославился многочисленными победами на рыцарских турнирах. Он верно служил нескольким королям Англии, в награду за это он получил руку богатой английской наследницы Изабеллы де Клер, 4-й графини Пембрук, дочери Ричарда Стронгбоу, графа Пембрука, получив под управление её богатые владения, а также титул графа Пембрука. В этом браке родилось 5 сыновей и 5 дочерей.

## Биография
Уильям родился около 1190 года в Нормандии. Впервые в источниках он упоминается 6 ноября 1203 года, когда было решено, что он женится на Алисе де Бетюн, дочери Бодуэна де Бетюн.
В 1205 году король Англии Иоанн Безземельный заподозрил Уильяма I Маршала в нелояльности, поскольку тот высказывал уважение его противнику, французскому королю Филиппу II Августу. В качестве гаранта лояльности он потребовал оставить при своём дворе в качестве заложника его старшего сына, Уильяма. В этом качестве он пробыл до 1212 года, когда королю срочно потребовалась поддержка своего маршала.
Во время первой баронской войны (1215—1217) Уильям находился на стороне восставших баронов, стремившихся посадить на королевский трон французского принца-дофина Людовика, а его отец поддерживал английского короля Иоанна Безземельного. В 1216 году перед захватом Людовиком замка Вустер Уильям Маршал предупредил своего сына, который покинул этот замок перед его взятием Ранульфом де Блондевилем, 4-м графом Черстера. В марте 1217 года перешел на сторону нового английского короля Генриха III Плантагенета. В битве при Линкольне в 1217 году сражался вместе со своим отцом против французского дофина.
В мае 1219 года после смерти своего отца Уильям Маршал унаследовал титулы графа Пембрука и лорда-маршала Англии. Стал одним из самых известных и крупных феодалов Англии.
В 1223 году Уильям Маршал совершил военную кампанию против уэльского правителя Лливелина Великого, который в 1220 году захватил и разрушил ряд замков, принадлежавших Маршалам. В начале 1223 года Лливелин захватил замки Киннерли и Уиттингтон. В апреле Уильям Маршал, собрав войско в Ирландии, высадился в Уэльсе. Маршал взял замки Кардиган и Кармартен. Королевские войска, поддержав Уильяма Маршала, заняли Монтгомери в Поиусе. В октябре в Монтгомери был заключен мирный договор, по условиям которого Уильям Маршал вернул союзникам Лливелина захваченные им земли, а Лливелин отказался от своих захватов в Шропшире.
В 1224 году Хью де Ласи, граф Ольстер, стал совершать нападения на ирландские владения Уильяма Маршала, графа Пембрука. В том же году Уильям Маршал был назначен королевским юстициарием Ирландии и смог подчинить Хью де Ласи.
В 1225 году Уильям Маршал основал доминиканский монастырь Святой Троицы в Килкенни и начал строительство замков Карлоу и Фернс.
В 1226 году по королевскому приказу Уильям Маршал вынужден был передать короне королевские замки Кардиган и Кармартен, отнятые им у Лливелина. В 1226 году он был отстранен от должности юстициария в Ирландии из-за против английской военной кампании в Коннахте.
В 1230 году Уильяма Маршал сопровождал английского короля Генриха Плантагенета во время его похода на Бретань, а после возвращения монарха в Англию принял на себя руководством английским войском в военной кампании против французов. В феврале 1231 года Уильям Маршал также вернулся в Англию, где устроил брак между своей сестрой Изабеллой (1200—1240), вдовой Гилберта де Клэр, 5-го графа Хертфорда, и Ричарда, графа Корнуолла, младшего брат короля Генриха III.

## Браки
Уильям Маршал был дважды женат. В сентябре 1214 года 24-летний Уильям женился на Алисе де Бетюн (ум. 1215), дочери Балдуина де Бетюна, союзника своего отца. Первый брак бездетен.
В 1224 году Уильям вторично женился на Элеоноре Плантагенет (1215—1275), младшей дочери короля Англии Иоанна Безземельного и Изабеллы Ангулемской, таким образом укрепив свою связь с династией Плантагенетов. Второй брак также был бездетным.

## Смерть и похороны
Уильям Маршал скончался 6 апреля 1231 года. Матвей Парижский сообщал, что в отравлении Уильяма был виновен Хьюберт де Бург, 1-й граф Кент и юстициарий Англии. Но нет никаких документальных источником, подтверждающих это обвинение. Он был похоронен в церкви Темпла в Лондоне, рядом со своим отцом.

## Преемственность
Уильям Маршал не оставил после себя детей, таким образом, его титулы и владения унаследовал его младший брат Ричард Маршал, 3-й граф Пембрук и лорд-маршал Англии (1231—1234). По легенде отсутствие потомства у рода Маршал было связано с проклятием, которое наложил на семью четвертый епископ Фернса Алва Уа Майл Мхуайт (ум. 1223). Согласно фернскому епископу, все младшие братья Уильяма подряд становились графами Пембрук и лордами-маршалами Англии, но ни один из них не имел детей. Мужская линия Маршалов угасла после смерти в 1245 году Ансельма Маршала.